# Haas VF-20
El Haas VF-20 es un monoplaza de Fórmula 1 diseñado por Haas F1 Team para competir en la temporada 2020. La unidad de potencia, el sistema de transmisión de ocho velocidades y el sistema de recuperación de energía son los que usa Scuderia Ferrari y Alfa Romeo Racing. El coche fue conducido originalmente por el francés Romain Grosjean y el danés Kevin Magnussen. Pietro Fittipaldi, piloto de pruebas de la escudería, debutó en Sakhir en sustitución de Grosjean.

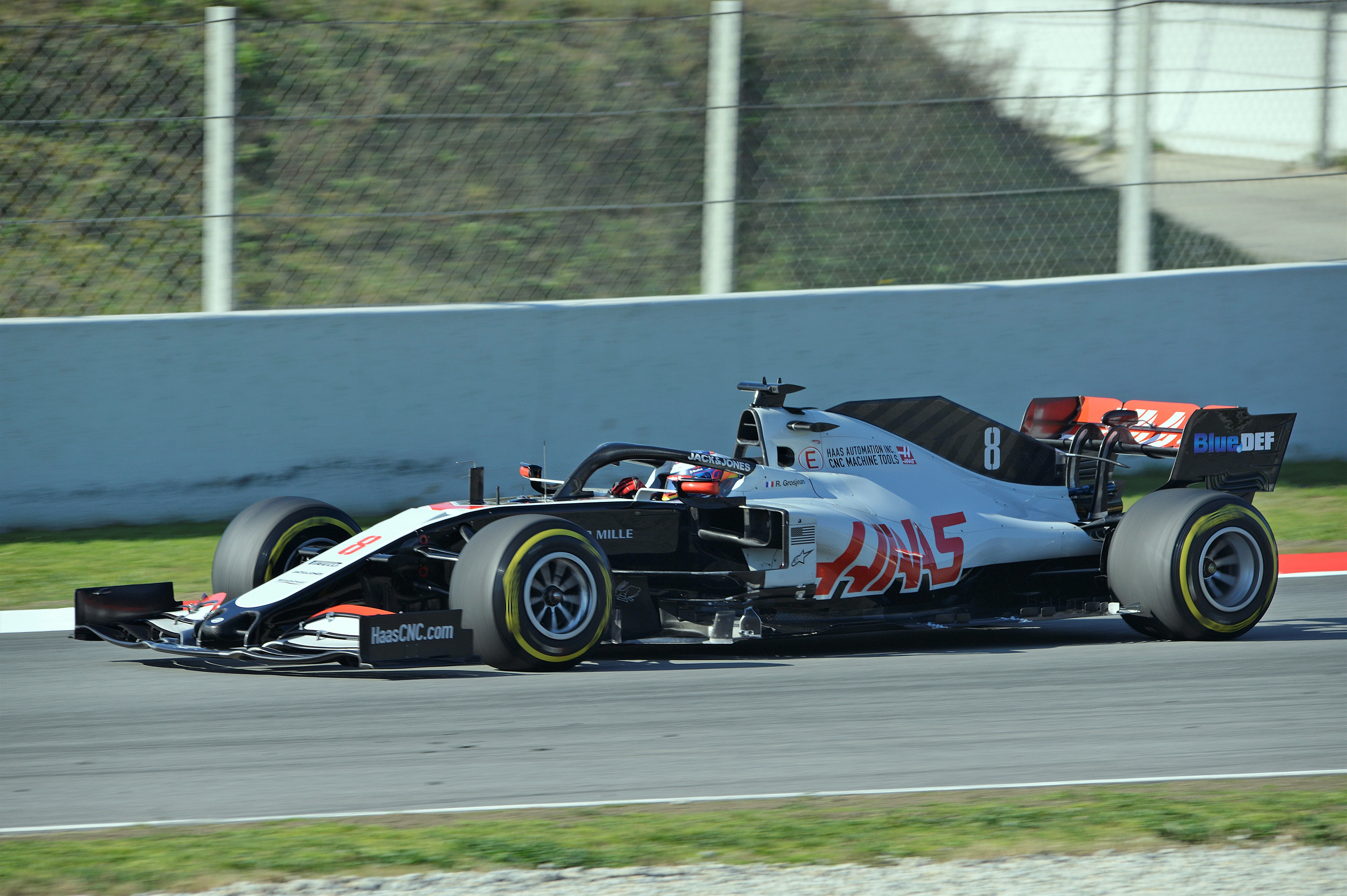
VF-20 de Romain Grosjean en pretemporada.

En 2021 fue conducido por los debutantes Nikita Mazepin y Mick Schumacher, ambos provenientes del Campeonato de Fórmula 2 de la FIA. El chasis fue llamado «Haas VF-21». El 4 de marzo de 2021 fue presentada la decoración, y el chasis previo a los entrenamientos pretemporada en Sakhir.

## Presentación
El monoplaza fue presentado, en un principio, por imágenes el día 6 de febrero de 2020 y la presentación de manera física fue el 19 de febrero en el circuito de Barcelona-Cataluña en las pruebas de pretemporada.

## Resultados
(Clave) (negrita indica pole position) (cursiva indica vuelta rápida)

| Año     | Motor                  | Neu. | N.º | Pilotos           | 1   | 2   | 3   | 4   | 5   | 6   | 7   | 8   | 9   | 10  | 11  | 12  | 13  | 14  | 15  | 16  | 17  | 18  | 19  | 20  | 21  | 22  | Puntos | Pos. |
| ------- | ---------------------- | ---- | --- | ----------------- | --- | --- | --- | --- | --- | --- | --- | --- | --- | --- | --- | --- | --- | --- | --- | --- | --- | --- | --- | --- | --- | --- | ------ | ---- |
| 2020    | Ferrari 065 V6 Turbo   | P    |     |                   | AUT | EST | HUN | GBR | 70A | ESP | BEL | ITA | TOS | RUS | EIF | POR | EMI | TUR | BHR | SAK | ABU |     |     |     |     |     | 3      | 9.º  |
| 2020    | Ferrari 065 V6 Turbo   | P    | 8   | Romain Grosjean   | Ret | 13  | 16  | 16  | 16  | 19  | 15  | 12  | 12  | 17  | 9   | 17  | 14  | Ret | Ret |     |     |     |     |     |     |     | 3      | 9.º  |
| 2020    | Ferrari 065 V6 Turbo   | P    | 20  | Kevin Magnussen   | Ret | 12  | 10  | Ret | Ret | 15  | 17  | Ret | Ret | 12  | 13  | 16  | Ret | 17† | 17  | 15  | 18  |     |     |     |     |     | 3      | 9.º  |
| 2020    | Ferrari 065 V6 Turbo   | P    | 51  | Pietro Fittipaldi |     |     |     |     |     |     |     |     |     |     |     |     |     |     |     | 17  | 19  |     |     |     |     |     | 3      | 9.º  |
| 2021    | Ferrari 065/6 V6 Turbo | P    |     |                   | BHR | EMI | POR | ESP | MON | AZE | FRA | EST | AUT | GBR | HUN | BEL | NED | ITA | RUS | TUR | USA | MEX | SÃO | QAT | ARA | ABU | 0      | 10.º |
| 2021    | Ferrari 065/6 V6 Turbo | P    | 9   | Nikita Mazepin    | Ret | 17  | 19  | 19  | 17  | 14  | 20  | 18  | 19  | 17  | Ret | 17  | Ret | Ret | 18  | 20  | 17  | 18  | 17  | 18  | Ret | WD  | 0      | 10.º |
| 2021    | Ferrari 065/6 V6 Turbo | P    | 47  | Mick Schumacher   | 16  | 16  | 17  | 18  | 18  | 13  | 19  | 16  | 18  | 18  | 12  | 16  | 18  | 15  | Ret | 19  | 16  | Ret | 18  | 16  | Ret | 14  | 0      | 10.º |
| Fuente: |                        |      |     |                   |     |     |     |     |     |     |     |     |     |     |     |     |     |     |     |     |     |     |     |     |     |     |        |      |

### Citas
1. ↑  «VF-21». Haas F1 Team (en inglés). Consultado el 10 de marzo de 2021.
2. ↑  «Pietro Fittipaldi, nieto de una leyenda de la Fórmula 1, reemplazará a Romain Grosjean en el Gran Premio de Sakhir». Clarín. 30 de noviembre de 2020. Consultado el 30 de noviembre de 2020.
3. ↑  «2020 & 2021 FIA FORMULA ONE WORLD CHAMPIONSHIP ENTRY LIST». Fédération Internationale de l'Automobile (en inglés). Consultado el 25 de febrero de 2021.
4. ↑  «Haas become final team to reveal 2021 launch date». Fórmula 1 (en inglés). Formula One World Championship Limited. 25 de febrero de 2021. Consultado el 25 de febrero de 2021.
5. ↑  Cano González, David (25 de febrero de 2021). «HAAS PRESENTARÁ SU NUEVA DECORACIÓN EL 4 DE MARZO, PERO NO SE VERÁ EL COCHE HASTA LOS TEST DE BAHRÉIN». TercerEquipo.com. Archivado desde el original el 19 de octubre de 2021. Consultado el 25 de febrero de 2021.
6. ↑  «Haas anuncia la fecha de presentación de su coche de 2020». SoyMotor.com. Consultado el 9 de septiembre de 2020.
7. ↑  «Haas - Grands Prix started 2020 • STATS F1». www.statsf1.com. Consultado el 9 de septiembre de 2020.

- Datos: Q84601491
- Multimedia: Haas VF-20 / Q84601491